# Mimoptyelus takaosanus
Mimoptyelus takaosanus är en insektsart som först beskrevs av Matsumura 1934.  Mimoptyelus takaosanus ingår i släktet Mimoptyelus och familjen spottstritar. Inga underarter finns listade i Catalogue of Life.